# Bătălia de la Filippi
Bătălia de la Filippi a avut loc în 2 etape, pe 3 octombrie și apoi pe 23 octombrie 42 î.Hr.. Filippi era un oraș antic din Tracia, mai târziu colonie romană în provincia Macedonia, la 120 km nord-est de Salonic (Grecia), în apropiere de actualul oraș Kavala.

## Preludiu
După asasinarea lui Cezar, Brutus și Cassius (cei doi conspiratori principali cunoscuți și sub numele de Liberatores), au părăsit Italia și au luat sub control toate provinciile din est (din Grecia și Macedonia până în Siria) și regatele aliate din răsărit. La Roma cei trei lideri principali (Antoniu, Octavian și Lepidus), care controlau aproape toată armata romană din vest, au strivit opoziția Senatului și, în noiembrie 43 î.Hr., au format al doilea Triumvirat. Una din primele lor sarcini a fost să distrugă forțele „eliberatorilor”, nu numai pentru a obține controlul total al lumii romane, dar și pentru a răzbuna asasinarea lui Cezar.

## Prima bătălie de la Filippi
Bătălia a constat în două angajamente pe câmpia din vestul orașului antic Filippi. Prima confruntare a avut loc în prima săptămână a lunii octombrie; Brutus se confruntă cu Octavian, în timp ce forțele lui Marc Antoniu au fost împotriva celor ale lui Cassius.
.
Antoniu a încercat să-i atragă în luptă, dar „Liberatorii” ezitau să-și părăsească pozițiile defensive puternice.
A încercat o manevră de încercuire, făcând un drum pietruit de la est, prin mlaștina situată la sud de Cassius. Cassius credea că mlaștina era impenetrabilă. Și-a trimis o parte a armatei la sud în mlaștină pentru a construi un bastion încrucișat ca să obstrucționeze flancul drept al lui Antoniu și să îl împiedice să încercuiască dealul.
La nord, armata lui Octavian îl provocă pe Brutus să se lupte. Armata lui Brutus s-a năpustit către cea a lui Octavian, fără să primească ordin de atac. Acțiunea a avut succes, fiind spontană. Soldații lui Octavian au fugit în dezordine și au fost urmăriți până în tabăra lor, pe care oamenii lui Brutus au cucerit-o. Soldații lui Brutus au distrus baldachinul lui Octavian, dar pe el nu l-au găsit.
Octavian, cu câțiva soldați rămași în viață, a reușit să se ascundă într-o mlaștină.
În partea de sud a câmpului de luptă, Antoniu a luat cu asalt fortificațiile lui Cassius și i-a cucerit cu ușurință tabăra. Cassius a pierdut 9000 de oameni. Octavian pierduse de 2 ori mai mulți.
Câmpul bătăliei, fiind imens și acoperit de nori de praf, Cassius nu și-a dat seama ce se întâmplase în tabăra lui Octavian. A crezut că suferise o înfrângere zdrobitoare.
Și-a eliberat sclavul, pe nume Pindarus și i-a poruncit să îl omoare cu sabia sa.
Brutus, triumfător, a plâns lângă cadavrul prietenului său. L-a descris ca fiind "ultimul dintre romani".
Nu avea aceeași experiență și nu putea să câștige respectul soldaților așa cum o făcea Cassius. Toți soldații săi erau demoralizați.
Prima bătălie a fost în esență o remiză, dar s-a soldat cu sinuciderea lui Cassius.

## A doua bătălie
O a doua întâlnire a avut loc la 23 octombrie.
Armata lui Brutus a coborât spre mlaștină. Bătălia a fost sângeroasă, rânduri masive de soldați, față în față, măcelărindu-se cu săbiile. Masacrul a fost îngrozitor. Brutus și armata sa au fost respinși, fiind urmăriți și împrăștiați de trupele lui Antoniu. Octavian și trupele sale au ajuns în tabăra lui Brutus, blocându-i retragerea.
Brutus și cu ultimele sale patru legiuni s-au refugiat printre dealurile din apropiere. Temându-se să nu fie prins, s-a sinucis, ultimele sale cuvinte fiind:
„O, sărmană virtute, ai fost numai un nume, și totuși m-am închinat ție de parc-ai fi fost adevărată, dar se pare că nu erai decât sclava norocului.”
S-au mai sinucis și cei care erau de partea sa: fiul lui Cato cel Tânăr, Marcus Porcius Cato și tatăl Liviei (viitoarea soție a lui Octavian Augustus), Marcus Livius Drussus Claudianus (străbun al marilor împărați Tiberius, Nero, Caligula și Claudius) și alții.

## Urmări
Plutarh informează că Marc Antoniu când a văzut trupul neînsuflețit al lui Brutus, l-a plâns și l-a acoperit cu o mantie purpurie, în semn de respect, deoarece fuseseră buni prieteni. El și-a amintit că Brutus a stipulat că o condiție pentru participarea sa la complotul de asasinare a lui Cezar era ca viața lui Antoniu să fie cruțată. A cerut ca Brutus să primească funeralii demne de un general, iar cenușa lui să-i trimită  mamei sale. Înainte de incinerare, Octavian a cerut să fie tăiat capul cadavrului și să fie trimis la Roma.
După bătălie, a fost făcut un nou aranjament între membrii celui de-Al doilea Triumvirat: în timp ce Octavian s-a întors la Roma, Antoniu a continuat să guverneze estul imperiului. Lepidus continua să guverneze Hispania și provincia Africa. Dușmanii triumviratului au fost declarați proscriși, Cicero fiind ucis la 7 decembrie 43 î.Hr.

## Galerie

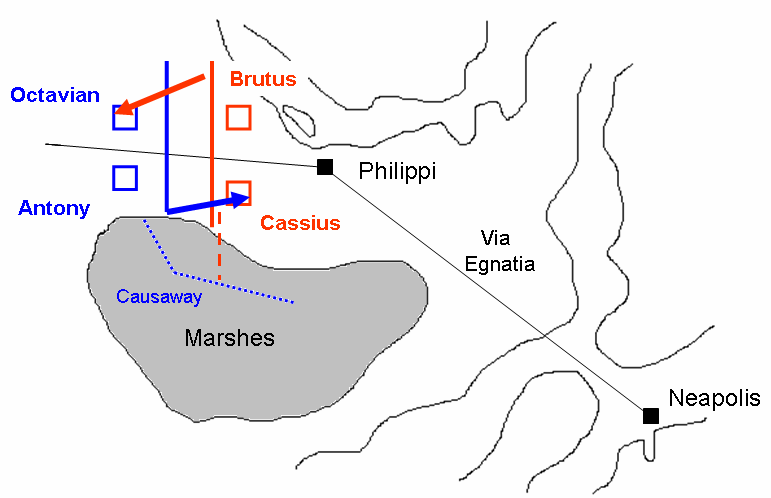
Prima bătălie de la Filippi
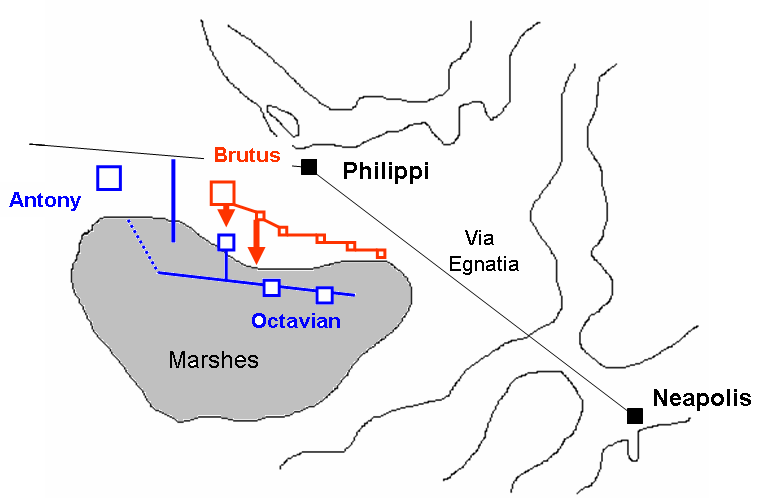
A doua bătălie de la Filippi
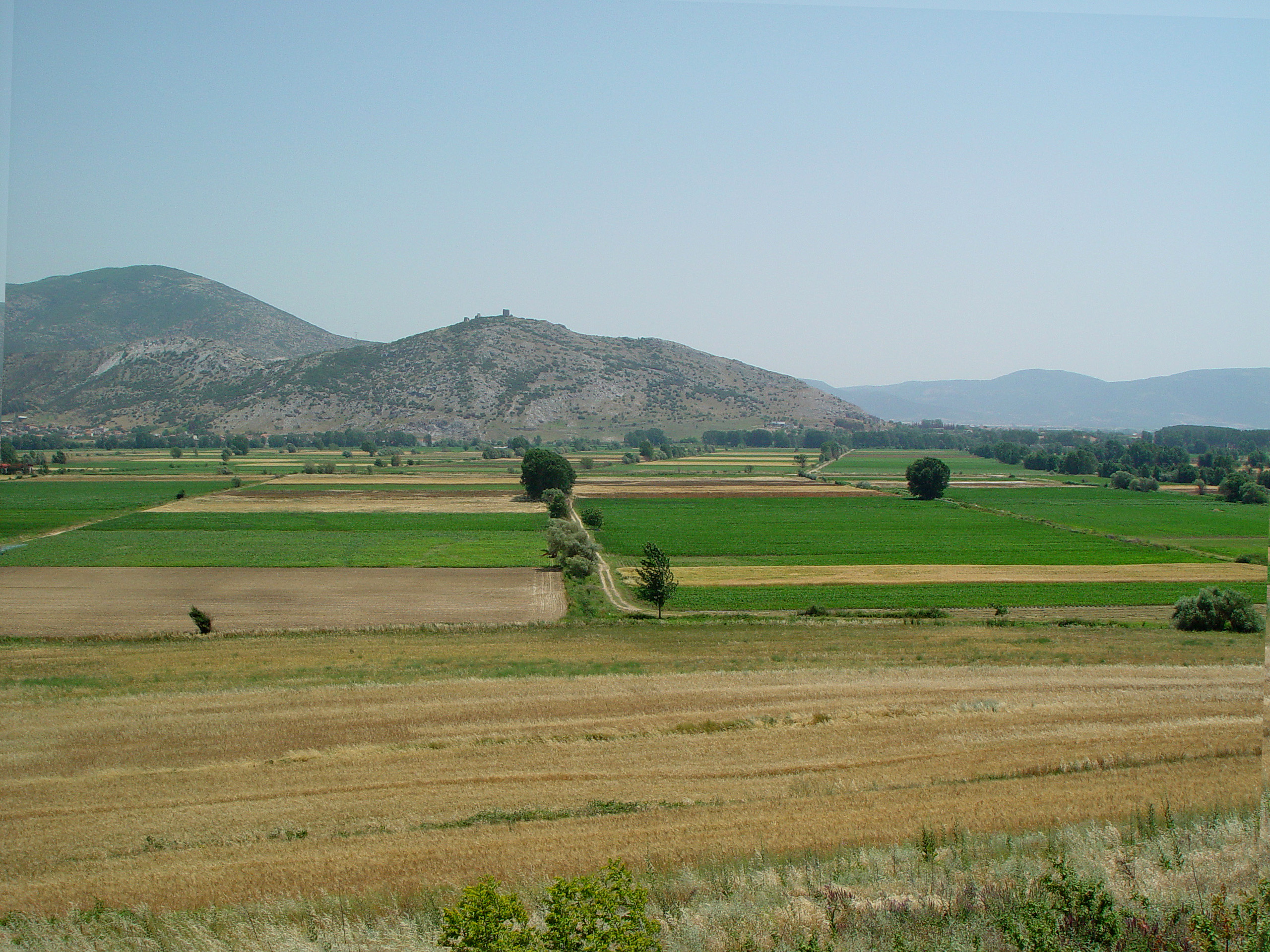
Câmpia de la Filippi, unde s-au dus luptele
Mişcările trupelor